# Claude Monet
Claude-Oscar Monet, francoski impresionistični slikar, * 14. november 1840, Pariz, Francija, 6. december 1926, Giverny, Francija.
Bil je vodilni slikar francoskega impresionizma, ki je v zahodno slikarstvo vnesel vrsto novosti. Slikanje v naravi, slikanje stvari take, kot so v tistem trenutku dejansko bile, učinek različne svetlobe na motiv, kombinacije barv kot posledica različne svetlobe, slikanje s kratkimi, debelimi potezami, vidne poteze čopiča, so samo nekatere izmed njih.

## Življenjepis

### Mladost
Claude Monet se je rodil 14. novembra 1840 v petem nadstropju 45 rue Laffitte, v 9. okrožju Pariza.  Bil je drugi sin Claudea Adolpha Moneta in Louise Justine Aubrée Monet, oba pa sta bila Parižana druge generacije. 20. maja 1841 so ga krstili v lokalni župnijski cerkvi Notre-Dame-de-Lorette, kot Oscar-Claude, vendar so ga starši imenovali preprosto Oscar. (V mladosti se je podpisoval "O. Monet".) Kljub temu, da je bil krščen katolik, je Monet kasneje postal ateist.
Leta 1845 se je njegova družina preselila v Le Havre v Normandiji. Njegov oče je želel, da bi šel v družinsko ladijsko in trgovino z živili, vendar je Monet želel postati umetnik. Njegova mati je bila pevka in je podpirala Monetovo željo po umetniški karieri.
1. aprila 1851 je Monet vstopil v srednjo umetniško šolo Le Havre. Domačini so ga dobro poznali zaradi karikatur z ogljem, ki jih je prodajal za deset do dvajset frankov. Monet je dajal tudi prve lekcije iz risanja Jacques-Françoisu Ochardu, nekdanjem študentu Jacquesa-Louisa Davida. Na plažah v Normandiji okoli leta 1856 se je srečal s kolegom Eugèneom Boudinom, ki je postal njegov mentor in ga naučil uporabljati oljne barve. Boudin je učil Moneta tehnike "plenerističnega slikanja" (en plein air), to je slikanja v naravi.  Na oba je vplival John Barthold Jongkind.
28. januarja 1857 je njegova mati umrla. Ko je bil star šestnajst let, je zapustil šolo in odšel živet k svoji ovdoveli teti brez otrok, Marie-Jeanne Lecadre.

### Pariz in Alžirija
Ko je Monet odpotoval v Pariz in obiskal Louvre, je bil priča slikarjem, ki so kopirali stare mojstre. Ko je s seboj prinesel svoje barve in druga orodja, je namesto tega šel in sedel ob okno in slikal kar je videl. Monet je bil v Parizu več let in spoznal druge mlade slikarje, vključno Édouarda Maneta in druge, ki so postali prijatelji in kolegi impresionisti.
Po žrebanju nizke glasovnice marca 1861, je bil Monet napoten v prvi polk afriške lahke konjenice (Chasseurs d'Afrique) v Alžirijo na sedemletno vojaško službo. Njegov uspešen oče bi lahko kupil Monetovo odpustitev iz vojaškega vpoklica, vendar tega ni hotel storiti, ker njegov sin ni hotel opustiti slikanja. Medtem ko je bil v Alžiriji, je Monet naredil le nekaj skic prizorov v kasbah, eno pokrajino in nekaj portretov častnikov, vse je izgubljeno. V intervjuju Le Temps iz leta 1900 je komentiral, da so svetle in žive barve Severne Afrike »vsebovale klic mojih prihodnjih raziskav« . Po približno enem letu v Alžiru, je Monet dobil tifus in na kratko ostal brez dopusta. Po okrevanju je Monetova teta intervenirala, da ga je umaknila iz vojske, ko se je strinjal, da opravi tečaj v umetnostni šoli. Možno je, da je nizozemski slikar Johan Barthold Jongkind, ki ga je Monet poznal, spodbudil njegovo teto o tej zadevi.
Razočaran nad tradicionalno umetnostjo, ki so jo učili v umetnostnih šolah, je leta 1862 postal učenec Charlesa Gleyrea v Parizu, kjer se je srečal s Pierre-Augustom Renoirjem, Frédéricom Bazilleom in Alfredom Sisleyem. Skupaj so si delili nove pristope do umetnosti, slikali učinke svetlobe, ki je bila razsvetljena, z zlomljenimi barvami in hitrimi potezami čopiča, kar je kasneje postalo znano kot impresionizem.
Januarja 1865 je Monet delal na različici Zajtrka na travi (Le déjeuner sur l'herbe), katere namen je bil predstaviti sliko na Salonu, ki je Manetov Zajtrk na travi zavrnil dve leti prej. Monetova slika je bila zelo velika in ni mogla biti pravočasno dokončana. (Kasneje je bila razrezana, z deli v različnih galerijah.) Monet je namesto tega predstavil sliko Camille ali Ženska v zeleni obleki (La femme à la robe verte), eno od mnogih del, ki upodabljajo njegovo bodočo ženo Camille Doncieux kot njegov model. Obe sliki in majhna pokrajina sta bili obešeni. Naslednje leto je Monet uporabil Camille za svoj model Ženske v vrtu in Na bregu Seine, Bennecourt leta 1868. Camille je zanosila in rodila svojega prvega otroka, Jeana leta 1867. Monet in Camille sta se poročila 28. junija 1870, tik pred izbruhom francosko-pruske vojne in se po izletu v London in Zaandam  preselila v Argenteuil, decembra 1871. V tem času je Monet naslikal različna dela sodobnega življenja. Večino tega obdobja sta zakonca živela v revščini. Po uspešni razstavi nekaterih pomorskih slik in dobitku srebrne medalje v Le Havru so Monetove slike zasegli upniki, od katerih jih je odkupil ladjar, Gaudibert, ki je bil tudi pokrovitelj Boudina.

### Impresionizem
Od poznih 1860-ih so se Monet in drugi podobno misleči umetniki srečevali z zavrnitvijo konservativne Académie des Beaux-Arts, ki je imela letno razstavo na Pariškem salonu. V drugi polovici leta 1873 so Monet, Pierre-Auguste Renoir, Camille Pissarro in Alfred Sisley organizirali Société anonyme des artistes peintres, sculpteurs et graveurs (Anonimno društvo slikarjev, kiparjev in graverjev), da bi  samostojno razstavljali svoja umetniška dela. Na svoji prvi razstavi, ki je potekala aprila 1874, je Monet razstavil delo, ki naj bi skupini dalo trajno ime. Navdihnil ga je slog in vsebina prejšnjih sodobnih slikarjev Camilla Pissarroja in Édouarda Maneta.
Impresija, vzhajajoče sonce je bila naslikana leta 1872 in prikazuje pristaniško pokrajino Le Havra. Iz naslova slike je umetniški kritik Louis Leroy, ki je v svojem pregledu »L'Exposition des Impressionnistes«, ki se je pojavil v Le Charivariju, skoval izraz »impresionizem« . To je bilo mišljeno kot omalovaževanje, vendar so impresionisti sami določili izraz.

### Francosko-pruska vojna in Argenteuil
Po izbruhu francosko-pruske vojne (19. julij 1870) so se Monet in njegova družina leta 1870 zatekli v Anglijo, kjer je preučeval dela Johna Constableja in J. M. W. Turnerja, oba je navdihnila Monetova inovacija pri proučevanju barv. Spomladi leta 1871 je bilo Monetovim delom zavrnjeno dovoljenje za vključitev na razstavo Royal Academy.
Maja 1871 je zapustil London, da bi živel v Zaandamu na Nizozemskem, kjer je ustvaril petindvajset slik (in policija ga je sumila na revolucionarne dejavnosti). [23] Prav tako je prvič obiskal bližnji Amsterdam. Oktobra ali novembra 1871 se je vrnil v Francijo. Od decembra 1871 do 1878 je živel v Argenteuilu, vasi na desnem bregu reke Sene v bližini Pariza in priljubljenem kraju za Parižane ob nedeljah, kjer je naslikal nekaj svojih najbolj znanih del. Leta 1873 je Monet kupil majhno ladjo, opremljeno kot plavajoči studio. Iz tega studia je naslikal krajine in portrete Édouarda Maneta in njegove žene; Manet pa je upodobil sliko Moneta na ladji, ko ga je leta 1874 spremljala Camille. Leta 1874 se je na kratko vrnil na Nizozemsko.

### Impresionizem
Prva impresionistična razstava je potekala leta 1874 na parkirišču Boulevard des Capucines 35, od 15. aprila do 15. maja. Primarni namen udeležencev ni bil toliko spodbujati nov slog ampak se je osvobodil omejitev Pariškega salona. Razstava, odprta za vse, ki so bili pripravljeni plačati 60 frankov, je umetnikom omogočila, da pokažejo svoje delo brez vmešavanja žirije.
Renoir je vodil odbor in opravil večino dela sam.
Poleg Impresija: vzhajajoče sonce je Monet predstavil štiri oljne slike in sedem pastelov. Med slikami, ki jih je prikazal, je bila Luncheon (1868), v kateri sta bila Camille Doncieux in Jean Monet, in jo je pariški salon leta 1870 zavrnil . Tudi na tej razstavi je bila slika imenovana Boulevard des Capucines, slika bulevarja, ki jo je naredil fotograf Nadarjev iz apartmaja na št. 35. Monet je dvakrat poslikal temo in ni jasno, katera od obeh slik, ki je zdaj v muzeju Puškin v Moskvi ali v Muzeju umetnosti Nelson-Atkins v Kansas Cityju, je bila slika, ki se je pojavila na revolucionarni razstavi 1874, čeprav je bila v zadnjem času priljubljena moskovska slika. Na razstavi je bilo razstavljenih 165 del, od tega 4 olja, 2 pastela in 3 akvareli Morisota; 6 olj in 1 pastel Renoirja; 10 del Degasa; 5 Pissarroja; 3 Cézanna in 3 slike Guillaumina. Najemalo se je več del, vključno s Cézannovo Moderna Olympia, Morisotova Skrivalnice (v lasti Maneta) in dve Sisleyjevi krajini, ki jih je kupil Durand-Ruel.
Skupna udeležba je ocenjena na 3500, nekatera dela pa so se prodala, čeprav so nekateri razstavljavci svoje cene postavili previsoko. Pissarro je prosil 1000 frankov za Sadovnjak in Monet za Impresijo, a nobeden ni prodal. Renoir ni uspel pridobiti 500 frankov, ki jih je prosil za La Loge (Loža), kasneje pa jo je prodal za 450 frankov Pèru Martinu, trgovcu in podporniku skupine.
- Slike 1858–1872
- Pogled na Rouelles, Le Havre 1858, Private collection; an early work showing the influence of Corot and Courbet
- Ustje Sene pri Honfleurju, 1865, Norton Simon Foundation, Pasadena, CA; indicates the influence of Dutch maritime painting.[25]
- Ženske v vrtu, 1866–1867, Musée d'Orsay, Paris.[26]
- Ženska v vrtu, 1867, Hermitage, St. Petersburg; a study in the effect of sunlight and shadow on colour
- Terasa v Sainte-Adresse ("Jardin à Sainte-Adresse"), 1867, Metropolitanski muzej umetnosti, New York.[27]
- Kosilo, 1868, Städel, which features Camille Doncieux and Jean Monet, was rejected by the Paris Salon of 1870 but included in the first Impressionists' exhibition in 1874.[24]
- La Grenouillére 1869, Metropolitanski muzej umetnosti, New York; a small plein-air painting created with broad strokes of intense colour.[28]
- Sraka, 1868–1869. Musée d'Orsay, Paris; one of Monet's early attempts at capturing the effect of snow on the landscape. See also Snow at Argenteuil.
- Pristanišče Trouville (Valobran v Trouvillu, oseka), 1870, Museum of Fine Arts, Budapest.[29]
- Plaža v Trouvillu, 1870, National Gallery, London. The left figure may be Camille, on the right possibly the wife of Eugène Boudin, whose beach scenes influenced Monet.[30]
- Hiša v Achterzaanu, 1871, Metropolitanski muzej umetnosti, New York
- Jean Monet na konjičku, 1872, Metropolitanski muzej umetnosti, New York
- Pomlad 1872, Walters Art Museum

### Smrt Camille
Leta 1876 je Camille Monet zbolela za tuberkulozo. Njihov drugi sin, Michel, se je rodil 17. marca 1878. Ta drugi otrok ji je oslabil že tako šibko zdravje. Poleti istega leta se je družina preselila v vasico Vétheuil, kjer sta si delila hišo z družino Ernesta Hoschedéja, bogatega lastnika veleblagovnice in pokrovitelja umetnosti. Leta 1878 je bil Camille Monet diagnosticiran rak maternice. Umrla je 5. septembra 1879 v starosti 32 let.
Monet je izdelal študijo v olju svoje mrtve žene. Mnogo let kasneje je svojemu prijatelju Georgesu Clemenceauju priznal, da je njegova potreba po analizi barv veselje in muka njegovega življenja. Pojasnil je,
nekega dne sem se znašel, ko sem gledal mrtev obraz moje ljubljene žene in samo sistematično zabeležil barve v skladu z avtomatskim refleksom!
John Berger opisuje delo kot »snežni metež bele, sive, škrlatne barve ... strašen snežen metež izgube, ki bo za vedno izbrisal njene značilnosti. Pravzaprav je lahko zelo malo smrtnih postelj, ki so bile tako intenzivno občutene ali subjektivno izražene« .

### Vétheuil
Po več težkih mesecih po smrti Camille je Monet začel ustvarjati nekaj svojih najboljših slik. V zgodnjih 1880-ih je Monet naslikal več skupin pokrajin in morskih krajin, kar je veljalo za dokumentiranje francoskega podeželja. Te so se začele razvijati v serijo slik, v katerih je dokumentiral isto sceno večkrat, da bi zajel spreminjanje svetlobe in prehod letnih časov.
Monetov prijatelj Ernest Hoschedé je bankrotiral in leta 1878 zapustil Belgijo. Po smrti Camille Monet v septembru 1879 in medtem ko je Monet še naprej živel v hiši v Vétheuilu, je Alice Hoschedé pomagala Monetu vzgajati njegova dva sinova, Jeana in Michela. Odpeljal jih je v Pariz, da bi živela skupaj s svojimi šestimi otroki, Blanche (ki se je poročila z Jeanom Monetom), Germaine, Suzanne, Marthe, Jean-Pierrom in Jacquesom. Spomladi 1880 so Alice Hoschedé in vsi otroci zapustili Pariz in se pridružili Monetu v Vétheuilu. Leta 1881 so se vsi preselili v Poissy, ki ga je Monet sovražil. Aprila 1883, ko je pogledal skozi okno malega vlaka med Vernonom in Gasnyjem, je odkril Giverny v Normandiji. Monet, Alice Hoschedé in otroci so se preselili v Vernon, nato v hišo v Givernyju, kjer je zasadil velik vrt in kjer je slikal večji del svojega življenja. Po smrti njenega odtujenega moža se je Monet leta 1892 poročil z Alice Hoschedé.
- Slike 1873–1879
- Camille Monet na vrtni klopi, 1873, Metropolitanski muzej umetnosti, New York
- Hiša v Argenteuilu, 1873, The Art Institute of Čikago
- Coquelicots, La promenade (Poppies), 1873, Musée d'Orsay, Pariz
- Argenteuil, 1874, National Gallery of Art, Washington D.C.
- Studio na čolnu, 1874, Kröller-Müller Museum, Otterlo, Nizozemska
- Žena s parazolom - Gospa Monet in njen sin, 1875
- Rože na obrežju pri Argenteuilu, 1877, Pola Museum of Art, Japonska
- Vlak zapušča Normandijo, Gare Saint-Lazare, 1877, The Art Institute of Chicago
- Vétheuil v megli, 1879, Musée Marmottan Monet, Pariz

## Giverny

### Monetova hiša in vrt
Monet je najel in na koncu kupil hišo in vrtove v Givernyju. V začetku maja 1883 sta Monet in njegova velika družina najela dom in 0,81 ha od lokalnega lastnika. Hiša je bila v bližini glavne ceste med mestoma Vernon in Gasny pri Givernyju. Tam je bil skedenj, ki se je podvojil kot slikarski atelje, sadovnjaki in majhen vrt. Hiša je bila dovolj blizu lokalnim šolam, da so se lahko otroci šolali, okolica pa je ponujala številne primerne motive za Monetovo delo.
Družina je delala in zgradila vrtove, Monetova sreča pa se je začela spreminjati na bolje, saj je njegov prodajalec Paul Durand-Ruel povečal uspeh pri prodaji njegovih slik. Do novembra 1890 je bil Monet dovolj bogat, da je kupil hišo, okoliške zgradbe in zemljišče za svoje vrtove. V 1890-ih je Monet zgradil rastlinjak in drugi studio, prostorno stavbo, dobro osvetljeno z lučmi.
Monet je svojemu vrtnarju pisal dnevna navodila, natančne vzorce in načrte za zasaditve ter račune za nakup cvetja in zbirko botaničnih knjig. Ko se je Monetovo bogastvo povečalo, se je njegov vrt razvil. On je ostal njegov arhitekt tudi potem, ko je najel sedem vrtnarjev.
Monet je kupil dodatno zemljišče z vodnimi travniki. Leta 1893 je začel obsežen krajinski projekt, ki je vključeval ribnike lilij, ki so postali predmet njegovih najbolj znanih del. Bela vodna lilija v Franciji je bila posajena skupaj z uvoženimi sortami iz Južne Amerike in Egipta, kar je privedlo do številnih barv, vključno z rumeno, modro in belo lilijo, ki so s starostjo postale rožnate. Leta 1899 je začel slikati serijo slik Vodne lilije, najprej v vertikalnih pogledih z japonskim mostom kot osrednjim elementom, kasneje pa v seriji obsežnih slik, ki naj bi ga neprekinjeno zaposlovale naslednjih 20 let. Ta pokrajina, s svojimi izmeničnimi svetlobnimi in zrcalnimi odsevi, je postala sestavni del njegovega dela. Do sredine 1910-ih je Monet dosegel:
povsem nov, tekoč in nekoliko drzen način slikanja, v katerem je ribnik z lilijami postal izhodišče za skoraj abstraktno umetnost— Gary Tinterow
- Monetov vrt
- V vrtu, 1895, Collection E. G. Buehrle, Zürich
- Agapanthus, between 1914 and 1926, Museum of Modern Art, New York
- Rožni lok, Giverny, 1913, private collection
- Vodne lilije in japonski most, 1897–1899, Princeton University Art Museum
- Vodne lilije, 1906, Art Institute of Chicago
- Vodne lilije , Musée Marmottan Monet
- Vodne lilije , c. 1915, Neue Pinakothek, München
- Vodne lilije , c. 1915, Musée Marmottan Monet

## Zadnja leta

### Poslabšanje vida
Monetova druga žena Alice je umrla leta 1911, njegov najstarejši sin Jean, ki se je poročil z Alicino hčerko Blanche, Monetovo najljubšo, je umrl leta 1914. Ko je Alice umrla, je Blanche skrbela za Moneta. V tem času se je Monetu začela razvijati katarakta.
Med prvo svetovno vojno, v kateri je služil njegov mlajši sin Michel in je njegov prijatelj in občudovalec Georges Clemenceau vodil francoski narod, je Monet naslikal serijo slik Povešave vrbe kot poklon francoskim padlim vojakom. Leta 1923 je opravil dve operaciji odstranitve katarakte. Slike, ki so bile narejene, medtem ko je katarakta prizadela njegov vid, imajo splošno rdečkast ton, kar je značilno za videnje žrtev katarakte. Lahko je tudi, da je po operaciji lahko videl določene ultravijolične valovne dolžine svetlobe, ki so običajno izključene iz očesne leče; to je lahko vplivalo na barve, ki jih je zaznal. Po njegovih operacijah je celo prebarval nekatere od teh slik, z bolj modrimi vodnimi lilijami kot prej.

### Smrt
Monet je umrl zaradi pljučnega raka 5. decembra 1926 v starosti 86 let in je pokopan na cerkvenem pokopališču v Givernyju  . Monet je vztrajal, da mora biti pogreb preprost; tako se je slovesnosti udeležilo le okoli petdeset ljudi.  Na njegovem pogrebu je njegov dolgoletni prijatelj Georges Clemenceau odstranil črno krpo, prekrito s krsto, in dejal: »Ni črne za Moneta!« in jo zamenjal s tkanino s cvetličnimi vzorci.
Njegov sin, njegov edini dedič, je njegov dom, vrt in vodni žarek leta 1966 zapustil francoski Akademiji za likovno umetnost (del Institut de France). Skozi Fondacijo Claude Monet so odprli hišo in vrtove leta 1980, po obnovi . Poleg spominkov na Moneta in drugih predmetov njegovega življenja hiša vsebuje tudi zbirko japonskih lesorezov. Hiša in vrt, skupaj z muzejem impresionizma, so glavne znamenitosti v Givernyju, ki gosti turiste z vsega sveta.
- Monetove zadnje slike
- Vodne lilije in odsev vrbe (1916–1919), Musée Marmottan Monet
- Ribnik z lilijami in vrba, 1916–1919, Sale Christie's New York, 1998
- Povešava vrba, 1918–19, Columbus Museum of Art
- Povešava vrba, 1918–19, Kimball Art Museum, Fort Worth, Slike Monetove "Povešave vrbe" so bile poklon padlim francoskim vojakom prve svetovne vojne
- Hiša skozi vrtnice, med 1917 in 1919, Albertina, Dunaj
- Rožna pot, Giverny, 1920–1922, Musée Marmottan Monet
- Japonski most, 1920–1922, Museum of Modern Art
- Vrt v Givernyju

## Monetov slog
Monet so opisali kot »gonilno silo impresionizma« . Ključnega pomena za umetnost impresionističnih slikarjev je bilo razumevanje učinkov svetlobe na lokalna barva predmetov in učinki jukstapozicije barv med seboj . Monetova dolga kariera je bila porabljena za doseganje tega cilja.
Leta 1856 je njegovo priložnostno srečanje z Eugenom Boudinom, slikarjem majhnih prizorov na plaži, odprlo oči za možnost plenerističnega slikarstva. Od takrat se je s kratko prekinitvijo vojaškega roka posvetil iskanju novih in izboljšanih metod slikarskega izraza. V ta namen je kot mladenič obiskal Pariški salon in se seznanil z deli starejših slikarjev in se spoprijateljil z drugimi mladimi umetniki. Pet let, ki jih je preživel na Argenteuilu, kjer je veliko časa preživel na reki Seni v majhnem plavajočem studiu, so oblikovali v njegovi študiji o učinkih svetlobe in odsevov. Začel je razmišljati v smislu barv in oblik, namesto prizorov in predmetov. Pri nanašanju in naglici je uporabil svetle barve in čačke. Ko je zavrnil akademsko učenje Gleyrejevega ateljeja, se je osvobodil teorije in rekel: »Rad bi slikal kot ptič poje«.
Leta 1877 je serija slik na postaji St-Lazare pokazala, da je Monet gledal na dim in paro na način, da sta učinkoviti barva in vidljivost, včasih neprozorna in včasih prosojna. Še naprej je uporabljal ta način pri slikanju učinkov meglice in dežja v pokrajini. Študija učinkov atmosfere naj bi se razvila v vrsto serij slik, v katerih je Monet večkrat naslikal isto temo (npr. serijo Vodne lilije) v različni svetlobi, v različnih urah dneva in skozi spremembe vremena in sezone. Ta proces se je začel v 80. letih 19. stoletja in se je nadaljeval do konca njegovega življenja leta 1926.
Njegova prva serija je bila razstavljena kot Kopice, poslikana z različnih vidikov in ob različnih časih dneva. Petnajst slik je bilo razstavljenih v Galerie Durand-Ruel leta 1891. Leta 1892 je izdelal verjetno njegovo najbolj znano serijo, 26 pogledov fasade Rouenske stolnice. Na teh slikah se je Monet oddvojil od slikarskih tradicij tako, da je prikazal viden le del fasade. Slike se ne osredotočajo na veličastno srednjeveško stavbo, temveč na igro svetlobe in sence na njeni površini, ki preoblikujeta trdno zidanje.
Druge serije vključujejo slike Topoli, Jutra na Seni in Vodne lilije, ki so bile naslikane na njegovem posestvu v Givernyju. Med letoma 1883 in 1908 je Monet odpotoval v Sredozemlje, kjer je poslikal znamenitosti, pokrajine in morske pejsaže, vključno z vrsto slik v Benetkah. V Londonu je naslikal štiri serije: Parlament, London, Charing Cross Bridge, Waterloo Bridge in Pogled na Westminsterski most. Helen Gardner piše:
»Monet nam je z znanstveno natančnostjo prinesel neprimerljiv in neponovljiv zapis o poteku časa, ki ga vidimo v gibanju svetlobe čez enake oblike«.
- Serije slik
- La Gare Saint-Lazare, 1877, Musée d'Orsay
- Prihod vlaka Normandy, Gare Saint-Lazare, 1877, The Art Institute of Chicago[47]
- Klifi pri Etretatu, 1885, Clark Institute, Williamstown
- Jadrnice za iglo v Etretatu, 1885
- Dve sliki iz serije Kopice , 1890–91: Kopice v jutranji svetlobi,
- Kopice ob koncu dneva, jesen, 1890–1891, Art Institute of Chicago
- Topoli (jesen), 1891, Philadelphia Museum of Art
- Topoli ob reki Epte, 1891 Tate
- Sena blizu Givernyja, 1897, Museum of Fine Arts, Boston
- Jutro na Seni, 1898, National Museum of Western Art
- Charing Cross Bridge, 1899, Thyssen-Bornemisza Museum Madrid
- Charing Cross Bridge, London, 1899–1901, Saint Louis Art Museum
- Dve sliki iz serije Londonski parlament, 1900–01, Art Institute of Chicago
- Londonski parlament. Sonce sveti skozi meglo, 1904, Musée d'Orsay
- Grand Canal, Benetke, 1908, Museum of Fine Arts, Boston
- Grand Canal, Benetke, 1908, Fine Arts Museums of San Francisco

## Slava
Leta 2004 se je Londonski parlament. Sonce sveti skozi meglo (Londres, Le Parlement, trouée de soleil dans le brouillard) (1904) prodal za 20,1 milijona USD . Leta 2006 je revija Royal Journal objavila dokument, ki dokazuje, da je bila ta naslikana in situ iz bolnišnice St. Thomas pri reki Temzi .
Falaises près de Dieppe (Klifi blizu Dieppa) so ukradli v dveh ločenih priložnostih: enkrat leta 1998 (kjer je bil kustos muzeja obsojen za krajo in zaprt za pet let in dva meseca skupaj z dvema sostorilcema) in nazadnje v avgustu 2007 . Odkrita je bila junija 2008.
Monetov Le Pont du chemin de fer à Argenteuil naslikana leta 1873 in prikazuje železniški most preko Sene pri Parizu, je bila 6. maja 2008 na dražbi Christie's v New Yorku prodana anonimnemu telefonskemu ponudniku za rekordnih 41,4 milijona dolarjev. Izklicna cena je bila 36,5 milijona dolarjev.  Le nekaj tednov kasneje je bila Le bassin aux nymphéas (iz serije Vodne lilije) prodana na dražbi Christie's 24. junija 2008 v Londonu, za 36.500.000 £ (71.892.376,34 USD)  in so med 20 najvišjimi cenami, plačanimi za takratno sliko.
Oktobra 2013 so Monetove slike, L'Eglise de Vetheuil in Le Bassin aux Nympheas, postale predmet sodnega postopka v New Yorku proti Vilmi Bautisti iz NY, ki je bila enkratna pomočnica Imelde Marcos, žene diktatorja Ferdinanda Marcosa , ko je prodala Le Bassin aux Nympheas za 32 milijonov dolarjev švicarskemu kupcu. Omenjene Monetove slike, skupaj z dvema, je pridobila Imelda med predsedovanjem svojega moža in domnevno kupljena z nacionalnimi sredstvi. Bautistin odvetnik je trdil, da je pomočnik prodal sliko Imeldi, vendar ji ni uspelo dati denarja. Filipinska vlada želi vrniti sliko. Le Bassin aux Nympheas, znana tudi kot Japonska brv čez ribnik z vodno lilijo v Givernyju, je del slavne serije Monetovih Vodnih lilij.
- Serija vodnih lilij v različni svetlobi
- Le Bassin Aux Nymphéas, 1919. Monetova pozna serija in med bolj znanimi deli.
- Vodne lilije, 1919, Metropolitan Museum of Art, New York
- Vodne lilije, 1917–1919, Honolulu Museum of Art
- Vodne lilije (rumena nirvana), 1920, The National Gallery, London, London
- Vodne lilije, c. 1915–1926, Nelson-Atkins Museum of Art

## Vpliv na druge umetnike
Skladatelj Claude Debussy je za svoje skladbe pogosto iskal navdih v slikah tako Moneta kot Degasa.
Matissove lepljenke s katerimi je prekril stene svojega studia spominjajo na Monetov triptih Lokvanji (1902-26).
Vplival pa je tudi na sodobne umetnike kot sta Jackson Pollock in Andy Warhol.
Dela Clauda Moneta se pogosto uporabljajo v vsakdanji rabi tako za koledarje kot motive razglednic. Njegova dela so bila pogosto predmet kopiranja nekaterih drugih impresionistov.

## Najvažnejše slike
- Impresija, sončni vzhod
- Fasada stolnice v Rouenu
- Nimfe
- Makovo polje

## Zunanji viri
- Claude Monet: življenje in slike
- Monet v Givernyju